# Sant Pere de Castell
L'església de Sant Pere de Castell o Sant Pere de Castellestaó és un temple catòlic ubicat a la localitat de Castell-estaó, a la Vall Fosca, dins del terme municipal de la Torre de Cabdella, a la comarca del Pallars Jussà. De factura romànica, la seua ubicació primigènia va estar als afores del poble, a l'indret conegut com les Roques del Pago o de sant Pere Vell, des d'on fou traslladada a on és avui dia.

## Arquitectura

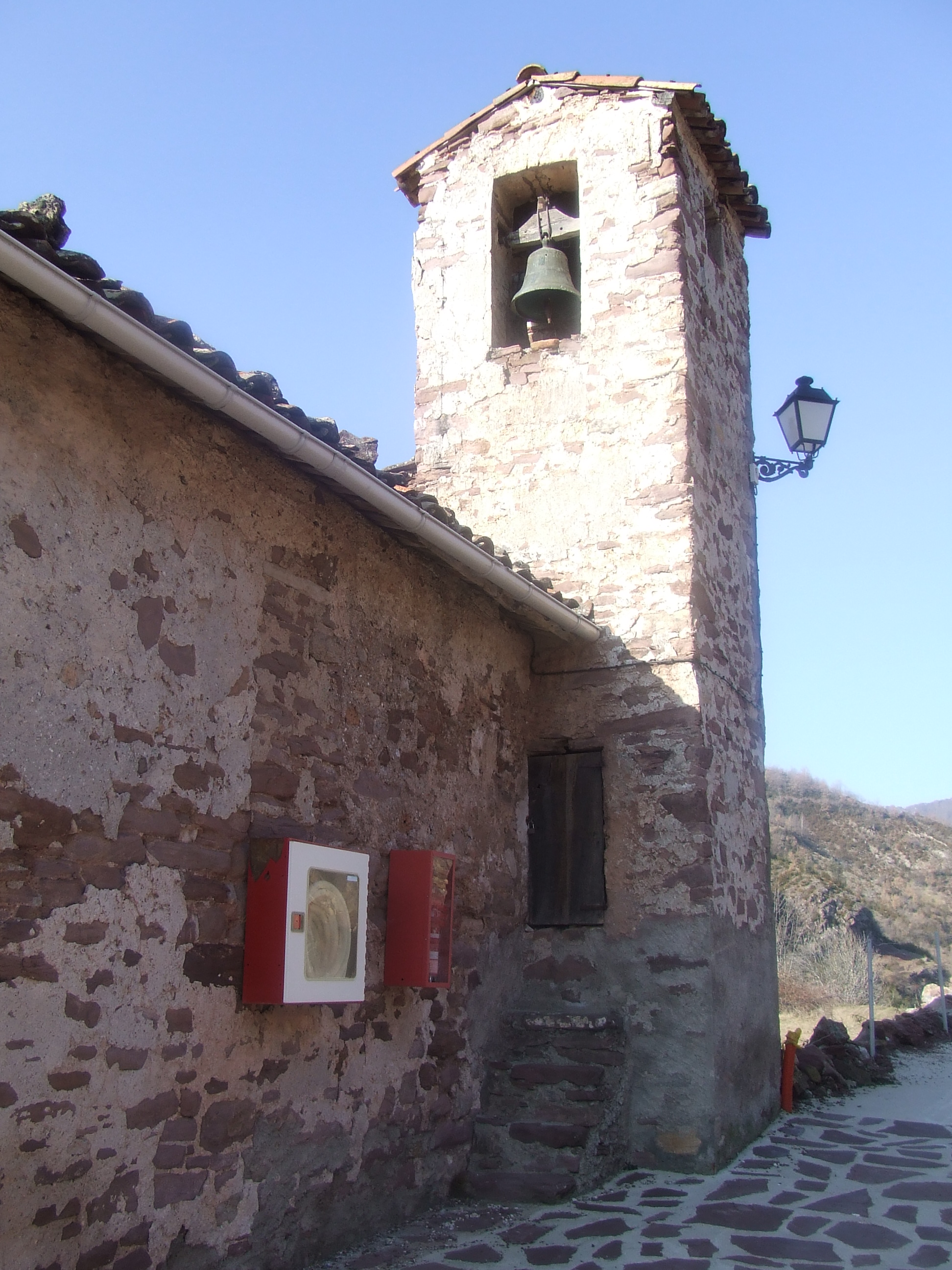
Campanar de l'església

### Estructura general
L'Església compta amb una única nau de planta rectangular a la qual s'accedeix a través d'una porta emmarcada per un arc de mig punt i que mira a l'est. Aquesta orientació no es correspon amb la distribució característica dels temples romànics, ja que el desaparegut absis degué estar ubicat on ara trobem l'entrada.
Amb tot, a la façana meridional s'hi conserva una porta tapiada, la qual possiblement constituí l'accés primigeni a l'edifici. En l'actualitat recau a l'interior del cementiri del poble.
A la banda nord hi ha una torre campanar de reduïdes dimensions i coberta de doble vessant, amb una sola campana, i al que s'accedeix per l'exterior.

### Interior

#### Altar major
L'altar major és format per un peu de guix recolzat a la paret sobre el qual s'hi situa una petita imatge de sant Pere. Una ornamentació també de guix remata el conjunt amb una creu. A una banda del Sant hi penja un Crist crucificat de factura moderna, mentre que a l'altra s'hi recolza una Creu processional del mateix estil. Als cantons de l'altar major, damunt d'un peu, estan les imatges del Cor de Jesús i de la Puríssima Concepció.

#### Coberta
La coberta del temple és de teula a dues aigües sobre una estructura de fusta. A la part interior, una volta de guix oculta la referida disposició.

#### Cor
Per damunt de l'accés a l'Església, hi ha un cor elevat al qual s'accedeix per una escala interior.

### Cementiri

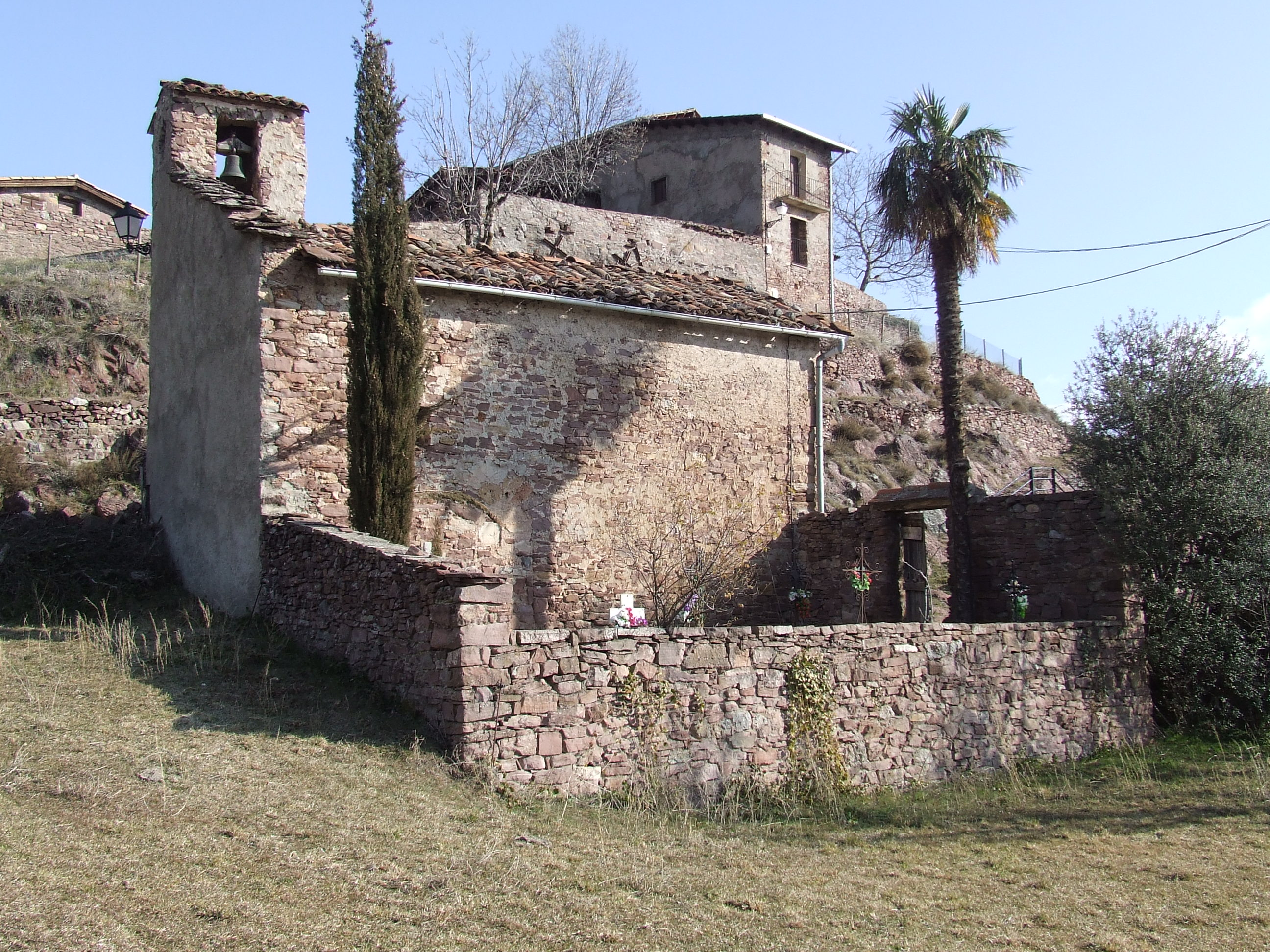
Façana de migdia, amb el cementiri, probable fragment conservat de l'església medieval

Al costat meridional de l'Església s'ubica el cementeri de Castell, al qual s'accedeix per l'exterior del temple, des de la plaça del poble.